# Gorazd Škof
Gorazd Škof (Novo Mesto, Slovenija, 11. srpnja 1977.),  slovenski rukometaš i član HC Erlangen. Član Slovenske rukometne reprezentacije za koju ima trenutačno 188 nastupa. Igra na poziciji vratara. Prije Zagreba igrao je za RK Celje Pivovarna Laško, Velenje i Trebnje.

## Igračka karijera
- RK Brežice
- RK Krško
- RK Trimo Trebnje
- RK Gorenje Velenje, - 2004.
- Celje Pivovarna Laško, 2004. – 2008.
- RK Zagreb, 2008. – 2010.
- RK Cimos Koper, 2010. – 2012.
- US Créteil Handball, 2013.
- HBC Nantes, 2013. – 2016.
- PSG, 2016. – 2017.
- HC Erlangen, 2017. – 2019
- SC Kelag Ferlach, 2019
- Die Eulen Ludwigshafen, 2019.-

## Vanjske poveznice
|  | Zajednički poslužitelj ima još gradiva o temi Gorazd Škof |